# Matti Pitkänen
Matti Keijo Pitkänen (* 20. Dezember 1951 in Ikaalinen) ist ein ehemaliger finnischer Skilangläufer, der in den 1970er und frühen 1980er Jahren startete.
Sein bedeutendster Erfolg ist der Gewinn der Goldmedaille mit der finnischen 4 × 10-km-Staffel bei den Olympischen Winterspielen 1976. Darüber hinaus gewann er zwei weitere Staffelmedaillen, Silber bei den Weltmeisterschaften 1978 und Bronze bei den Olympischen Winterspielen 1980. Pitkänens bestes olympisches Einzelergebnis war der sechste Platz im 30-Kilometer-Rennen 1980. Im Jahr 1978 erreichte er bei den Weltmeisterschaften drei vierte Plätze in den Einzelrennen (15, 30 und 50 km).

## Erfolge
- Olympische Winterspiele 1976 in Innsbruck: Gold mit der Staffel
- Olympische Winterspiele 1980 in Lake Placid: Bronze mit der Staffel
- Nordische Skiweltmeisterschaften 1978 in Lahti: Silber mit der Staffel